# (4697) Novara
(4697) Novara – planetoida z grupy pasa głównego asteroid okrążająca Słońce w ciągu 3 lat i 292 dni w średniej odległości 2,44 j.a. Została odkryta 26 sierpnia 1986 roku w Europejskim Obserwatorium Południowym przez Henriego Debehogne’a. Nazwa planetoidy pochodzi od miasta Novara, położonego w regionie Piemont, w północno-zachodnich Włoszech. Została zasugerowana przez S. Foglia. Przed jej nadaniem planetoida nosiła oznaczenie tymczasowe (4697) 1986 QO.